# Записки Киевского общества естествоиспытателей
«Запи́ски Ки́евского о́бщества естествоиспыта́телей» (1870—1929) — научный журнал, издававшийся Киевским обществом естествоиспытателей, c 1870 по 1929 год было издано было издано 27 томов.

## Издание
Серийное издание выпускалось в виде отдельных томов, кроме того, каждый том состоял из отдельных выпусков, от одного до четырёх. Всего было издано 27 томов. Периодичность между томами была неопределённой, номера журнала печатались в Киеве. Авторы не получали гонорар.
Тематика журнала — естественнонаучная.
В журнале печатали магистерские и докторские диссертации; труды, отмеченные наградами; статьи, исследования, рефераты научных докладов и сообщения учёных. В издании публиковали свои работы не только киевские, но и учёные из других городов России.